# Ludwig von Reuter
Ludwig von Reuter (Guben, 9 febbraio 1869 – Potsdam, 18 dicembre 1943) è stato un ammiraglio tedesco che prestò servizio nella Kaiserliche Marine (Marina Imperiale Tedesca).

## Biografia
Nato in una famiglia prussiana di tradizioni militari, suo padre, colonnello dell'esercito prussiano, morì nella guerra franco-prussiana del 1870. Nel 1885 divenne cadetto della marina imperiale tedesca. Allievo ufficiale di marina a 17 anni, fu promosso guardiamarina nel 1888. Nel 1910 era capitano, al comando dell'incrociatore pesante SMS Yorck.

### Prima guerra mondiale
Due mesi dopo l'inizio della guerra prese comando sull'incrociatore da battaglia SMS Derfflinger, che condusse nel bombardamento di Scarborough e nella battaglia di Dogger Bank. Per il comportamento mostrato in quest'ultima ricevette la croce di ferro di prima classe. Nel settembre del 1915 fu promosso commodoro e messo a capo del IV. Aufklärungsgruppe (4º gruppo da ricognizione), composto da cinque incrociatori leggeri: SMS Stuttgart, SMS Hamburg, SMS München, SMS Stettin e SMS Frauenlob, che presero parte alla battaglia dello Jutland al suo comando. Nella battaglia si distinse per l'azione contro la squadra di incrociatori britannici, nettamente superiore in forze, danneggiandone gravemente l'ammiraglia, la HMS Southampton. Nominato contrammiraglio nel novembre del 1916, fu messo al comando del II. Aufklärungsgruppe (2º gruppo da ricognizione), composto da sei incrociatori leggeri, tra cui l'ammiraglia SMS Königsberg. Comandò la sua unità nell'azione di minamento che sfociò nella seconda battaglia di Helgoland, dove, sorpreso da preponderanti forze avversarie, riuscì a sfuggire al nemico, portandolo sotto il fuoco delle navi da battaglia tedesche, la SMS Kaiser e la SMS Kaiserin, intervenute in appoggio.
Dopo l'armistizio che pose fine alla prima guerra mondiale, accettò l'incarico di scortare la flotta tedesca verso il confino nella base navale britannica di Scapa Flow. L'ammiraglio Franz von Hipper si era rifiutato di adempiere a tale compito. Mentre si avvicinava la scadenza dell'ultimatum alla Germania per la firma del trattato di Versailles, von Reuter ritenne che le navi tedesche sarebbero state prese dagli Alleati. Per impedirlo, ordinò che tutte le 74 navi si autoaffondassero il 21 giugno 1919, utilizzando un inusuale segnale di bandiere precedentemente convenuto: Paragraph Elf. Bestätigen (Paragrafo 11. Confermare). All'oscuro dei britannici, tutte le navi si erano da tempo preparate per l'autoaffondamento.
In cinque ore, 10 navi da battaglia, cinque incrociatori da battaglia, quattro incrociatori leggeri e 32 torpediniere affondarono a Scapa Flow. La nave da battaglia SMS Baden, quattro incrociatori leggeri e 14 torpediniere furono arenate dai britannici, che intervennero in tempo, rimorchiandole in secca. Solo quattro torpediniere rimasero a galla. Nove tedeschi furono uccisi nelle mischie che si accesero sulle navi (tra cui il capitano della SMS Markgraf), le ultime vittime tedesche della prima guerra mondiale.
Reuter fu criticato in Gran Bretagna e fatto prigioniero per la violazione delle clausole dell'armistizio, insieme agli altri 1.773 marinai ed ufficiali delle navi internate. In Germania fu considerato un eroe per aver riscattato l'onore della marina tedesca. Mentre la maggior parte degli equipaggi tornò presto in Germania, Reuter fu tra quelli che rimasero prigionieri in Gran Bretagna. Fu liberato e poté tornare in Germania nel gennaio del 1920.

### Dopoguerra
Cinque mesi dopo il suo ritorno in Germania, Reuter fu dimesso dalla marina. Il trattato di Versailles aveva imposto infatti alla Germania di ridurre drasticamente la propria marina, lasciando Reuter senza un comando, dati il suo grado e la sua età. Trasferitosi a Potsdam, entrò nel consiglio cittadino. Scrisse un libro sull'affondamento della flotta, Scapa Flow - Das Grab der deutschen Flotte (Scapa Flow, tomba della flotta tedesca). Il 29 agosto 1939 fu nominato ammiraglio per celebrare il 25º anniversario della battaglia di Tannenberg. Morì a Potsdam, per un infarto, il 18 dicembre 1943.